# محمد علي داهش
محمد علي داهش (مواليد الموصل عام 1953)، هو كاتب مؤرخ عراقي من المؤرخين العراقيين الأوائل الذين اهتموا بتاريخ المغرب العربي الحديث والمعاصر. ويعود اهتمامه، بهذا اللون من الدراسة التاريخية، إلى السنوات الأولى من سبعينات القرن العشرين، عندما كان طالبا في قسم التاريخ بكلية الآداب_جامعة الموصل. وهو حاصل على دكتوراه في تاريخ المغرب العربي المعاصر، جامعة جارلس، كلية الفلسفة براغ عام 1991. أستاذ في قسم التاريخ بكلية الآداب_ جامعة الموصل.

## من مؤلفاته
نشر العديد من الكتب في مجال التاريخ ومنها: 
- «الشريف أحمد الريسوني حياة وجهاد» (1996).
- «تجاهات العمل الوحدوي في المغرب العربي المعاصر» (2003).
- «اتحاد المغرب العربي ومشكلة الأمن الغذائي» (2004).
- «الحركات الوطنية والاتجاهات الوحدوية في المغرب العربي» (2004).
- «المغرب في مواجهة اسبانيا» (2011).
- «الدولة العثمانية والمغرب اشكالية الصراع والتحالف» (2011).
- «الصحراء الغربية دراية تاريخية وسياسية 1884 - 2011» (2011).
- «محمد بن عبد الكريم الخطابي صفحات من الجهاد والكفاح المغربي» (2002).
- «دراسات في تاريخ المغرب العربي المعاصر»
- المغرب العربي المعاصر (الاستمرارية والتغيير)

## وصلات خارجية
- صفحة كتبه على موقع كودريدرز